# كريستيان لوبيز (لاعب كرة قدم)
كريستيان لوبيز (بالإسبانية: Cristian López)‏ (27 أبريل 1989 بكريفايلنت في إسبانيا - ) هو لاعب كرة قدم إسباني في مركز الهجوم لعب سابقاً في نادي حتا . لعب مع أتليتيكو بالياريس وريال مدريد كاستيا وسي إف آر كلوج وشروزبري تاون ونادي أليكانتي ونادي بورغوس ونادي نورثامبتون تاون وهدرسفيلد تاون وفالنسيا ميستايا.

## وصلات خارجية
- كريستيان لوبيز على موقع قاعدة بيانات كرة القدم.إي يو (الإنجليزية)
- كريستيان لوبيز على موقع ليكيب (الفرنسية)
- كريستيان لوبيز على موقع Soccerbase.com (لاعب) (الإنجليزية)
- كريستيان لوبيز على موقع Soccerway.com (الإنجليزية)